# 울어버릴지도 몰라
울어버릴지도 몰라(泣いちゃうかも 나이차우카모[*])는 2009년 2월 18일에 발매된 모닝구무스메의 서른여덟 번째 싱글이다.

## 개요
- 초회한정반 A에는 CD + DVD (Another Ver.)가, 초회한정반 B에는 CD + DVD (Close-up Ver.)가 수록되었으며, 통상반은 CD 등 총 3종으로 발매되었다. 초회한정반 A, B, 통상반에는 이벤트 추첨 시리얼 넘버 카드가 봉입되었다.

- 메인 보컬은 다나카 레이나, 다카하시 아이, 니이가키 리사, 카메이 에리, 미치시게 사유미이며, 센터는 다카하시 아이, 다나카 레이나이다.[1]

## 수록곡
1. 泣いちゃうかも
작사, 작곡 : 층쿠 / 편곡 : 오쿠보 가오루
2. 弱虫
작사, 작곡 : 층쿠 / 편곡 : 다카하시 유이치
1절은 니이가키가, 2절은 미치시게가 솔로로 부른다.
3. 泣いちゃうかも (Instrumental)

## 참여 뮤지션
※괄호는 트랙 번호
- 오쿠보 가오루 - 프로그래밍 (1)
- 가메다 고지 - 기타 (1)
- 다카하시 아이 - 코러스 (1)
- 미치시게 사유미 - 코러스 (1)
- 다카하시 유이치 - 프로그래밍, 기타 (2)
- 모닝구무스메 - 코러스 (2)

## 차트
- 주간최고순위 3위 (오리콘 차트)